# Confraria de Belchite

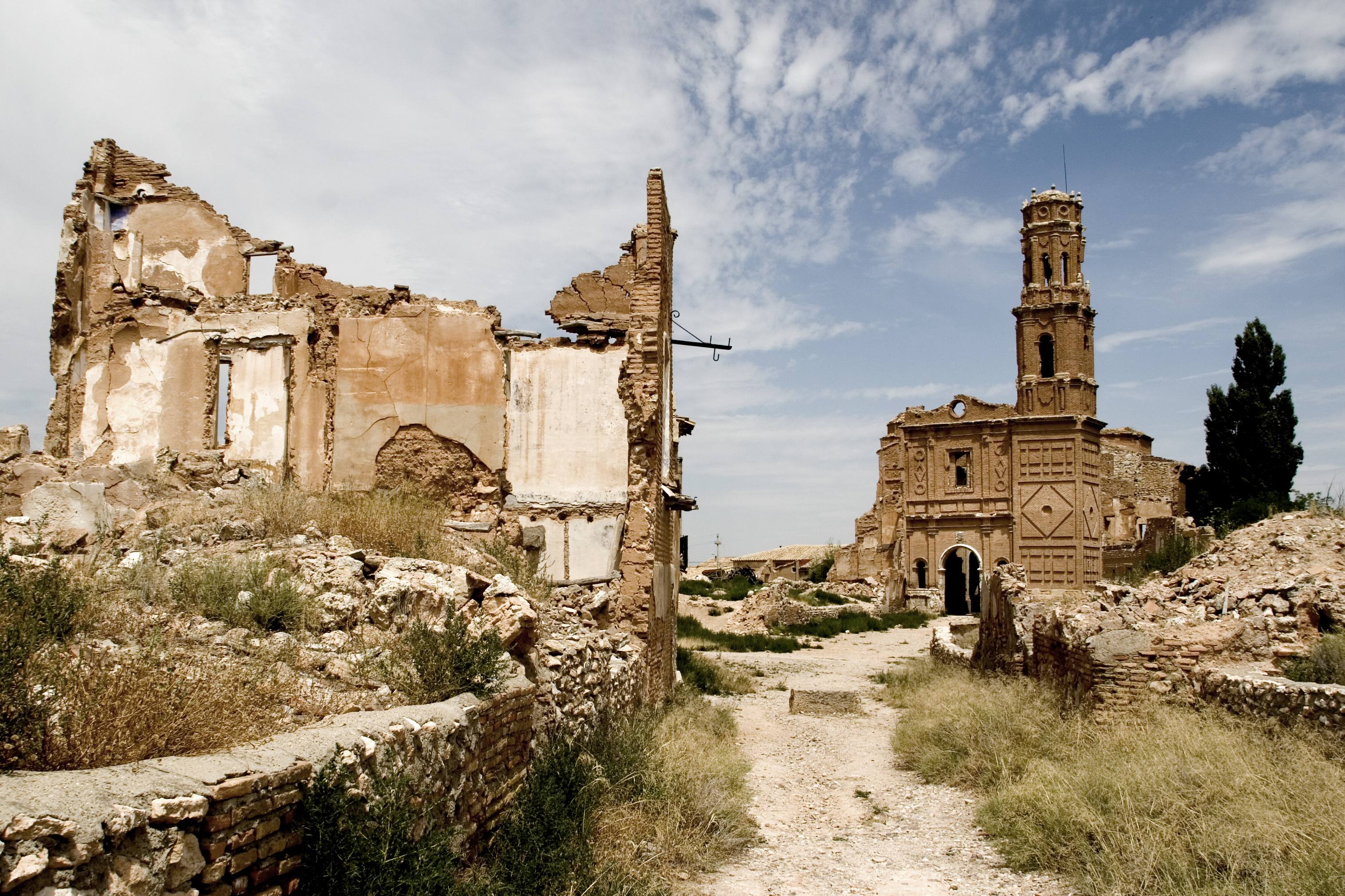
Hoje, Beliche está em ruínas, devido a Guerra Civil.

A Confraria de Belchite era uma comunidade "experimental" de cavaleiros fundada em 1122 por Afonso, o Batalhador, rei de Aragão e Navarra, e que durou até pouco depois de 1136. Os membros podiam alistar-se permanentemente ou por um tempo determinado, jurando "nunca viver em paz com os pagãos mas dedicar todos os seus dias a molestá-los e a combatê-los".  Quando o Imperador Afonso VII confirmou a carta da confraria, especificou que ela existia "para a defesa dos cristãos e para a opressão dos sarracenos". Uma organização cristã dedicada a uma guerra santa contra os muçulmanos (reconquista), o seu impulso e desenvolvimento coincidem com o das ordens militares internacionais e introduziu o conceito de uma indulgência proporcional ao tempo de serviço.

## História
Em 1117, Afonso, o Batalhador conquistou a cidade de Belchite, cerca de 35 quilômetros a sudeste do seu principal alvo, a cidade de Saragoça, que se rendeu em 18 de Dezembro de 1118. Os anos seguintes foram passados a consolidar estes ganhos, e só em 1122 é que Afonso estabeleceu uma irmandade de cavaleiros em Belchite. Ele pode ter "visionado um movimento de cruzada internacional baseado em ordens militares", como Peter Schickl sugeriu e a vontade de Alfonso pode atestar.  A carta de fundação da confraria não sobrevive, mas a da semelhante Ordem de Monreal, fundada por Afonso em 1128, sim.  Sabemos que a carta de fundação de Belchite foi testemunhada pelos bispos mais poderosos de toda a Espanha: Bernard de Sedirac, Oleguer Bonestruga, Diego Gelmírez e Guy de Lescar. 
José Lacarra (1971) especulou que a confraria tinha sido fundida na organização Templária, mas não há provas da sua continuação para além de 1136. Mais provavelmente, tinha caído na altura da vontade de Alfonso, o Batalhador (1134), deixando a sua carta de confirmação de 1136 como um estratagema político no regateio da sucessão em Aragão.   Em 1143, foi alcançado um povoado no qual Raimundo Berengário IV de Barcelona deu o castelo de Belchite aos Templários "segundo a melhor forma" com o seu senhor, Lope Sanz (Sánchez), que era o príncipe e reitor da confraria em 1136.  

## Organização
A confraria deveria ter a sua sede ou em Belchite ou em qualquer outra fortaleza adequada na fronteira além de Saragoça. Foi-lhe concedido todo o espólio que pudesse confiscar aos muçulmanos e isento da quinta, o quinto do espólio tradicionalmente devido ao soberano. Foi-lhe permitido colonizar quaisquer terras despovoadas, mas todos os seus bens eram detidos por deum (de Deus) e inde deo servant (por servir Deus). Elegeu o seu próprio líder, intitulado príncipe ou reitor, e empregou dois mercadores isentos de todos os costumes e portagens. Além disso, os membros eram autorizados a julgar os casos trazidos por estranhos contra qualquer membro. 
A 4 de Outubro de 1136, um sínodo convocado por Afonso VII reuniu-se em Burgos e, a seu pedido, concedeu uma indulgência para aqueles que prestaram apoio a Belchite. Estiveram presentes três arcebispos, Raimundo de Toledo, Diego Gelmires, Paio Mendes, vinte bispos, nove abades e o legado papal Guido Pisano.  O apoio que qualificou poderia ser permanente ou temporário, ou uma doação, e a indulgência aplicou-se a todos, tanto leigos como religiosos. A equiparação da reconquista à cruzada baseou-se na ideia de abrir uma rota para Jerusalém através de Espanha e do Norte de África. Do mesmo modo, a Confraria de Belchite é explicitamente comparada aos [Ordem dos Cavaleiros Hospitalários|Hospitalários]] e Templários, e a indulgência à concedida para a Conquista de Maiorca e para a conquista de Saragoça:
Que aquele que deseja servir a Deus [em Belchite] durante um ano ganhe a mesma remissão como se fosse a Jerusalém [...] Se algum cavaleiro ou qualquer outra pessoa, viva ou morta, deixar o seu cavalo ou armas para o serviço de Deus [em Belchite], que tenha a mesma indulgência que aquele que os legou ao Hospital de Jerusalém ou ao Templo. [...] Portanto, queridos irmãos, apressem-se para a grande alegria desta indulgência com um espírito ávido[.] a mesma indulgência que o túmulo do Senhor [sepulcrum Domini] foi libertado do cativeiro, assim como Mallorca e Saragoça e outros lugares, e do mesmo modo, pelo favor de Deus, o caminho para Jerusalém [iter Hierosolymitanum] desta região [pars] será aberto [aperietur] e a Igreja de Deus, que ali é mantida como escrava em cativeiro, será libertada.  
Grande parte da linguagem da indulgência é emprestada do discurso feito por Diego Gelmírez no Conselho de Compostela (1125), sendo o único outro caso de tal indulgência emitido por um eclesiástico espanhol e não por um papa no século XII. Isto sugere fortemente que Diego foi influente ao escrever a indulgência de 1136. 

## Influência daribāṭ
O orientalista espanhol José Antonio Conde foi o primeiro a propor uma ligação entre as ordens militares e o islâmico ribāṭ:
Parece altamente provável que a partir destes hábitos se tenha desenvolvido, tanto em Espanha como entre os cristãos do Oriente, a ideia das ordens militares, tão distintas pela sua valentia e pelos notáveis serviços que prestaram ao cristianismo. Ambas as instituições eram muito semelhantes. 
No seu trabalho sobre historiografia espanhola (1954), Américo Castro também "propõe que as ordens militares cristãs medievais de combate aos homens religiosos fossem modeladas no ribāṭ islâmico".  A sua proposta foi rejeitada por falta de provas positivas por Joseph O'Callaghan (1959), antes de ser retomada por Thomas Glick e Oriol Pi-Sunyer como um exemplo de aculturação medieval através de estímulos - ou de difusão de ideias:
Muitas instituições estrangeiras, que são basicamente atractivas, podem ser inaceitáveis na sua forma original. Mas, pode funcionar como um estímulo para uma reinvenção dentro dos limites da cultura receptora de uma instituição semelhante em consonância com os valores do destinatário. O ribāṭ era atraente para os cristãos e satisfazia uma necessidade social e militar, mas era inaceitável devido aos valores religiosos espanhóis. Para os cristãos teria sido completamente repugnante assumir as armadilhas daquela mesma religião cujo extermínio era o objectivo mais alto da vida. No entanto, podemos supor que o conceito islâmico funcionou como um estímulo para a reinvenção do ribāṭ sob uma capa completamente cristã. Neste caso, aliás, o antropólogo esperaria precisamente não encontrar a continuidade institucional do documento de que os medievalistas tanto dependem.  
Elena Lourie argumenta que a noção de serviço temporário, tão estranha à ideia cristã de vocação, mas central ao núcleo da regra de Belchite de 1122 (preservada na reedição de 1136, com alterações), só poderia ter vindo do ribāṭ islâmico. Já a carta de confirmação de 1136 mostra uma mudança de ênfase em direcção aos membros permanentes, e a diferença de classificação entre membros permanentes e temporários dos Templários mostra, argumenta Lourie, que este está mais longe de qualquer fonte islâmica e mais próximo da tradição monástica cristã. Belchite é uma "casa a meio caminho" entre as fraternidades municipais, as ordens monásticas e o ribāṭ.  Ela prossegue citando a objecção de O'Callaghan porque " o ribāṭ com o seu complemento de guerreiros-ascéticos existiu em Espanha durante séculos [...] a primeira ordem militar espanhola a Ordem de Calatrava não foi fundada antes de 1158?"  De acordo com o historiador jesuíta Robert Ignatius Burns, é preferível pedir emprestado a partir de uma posição de força, que os cristãos da Península Ibérica atingiram apenas em meados do século XI, do que pedir emprestado a partir de uma posição de fraqueza. 